# Avtandil Gogoberidze
Avtandil Gogoberidze   (Sukhumi, 3 d'agost de 1922 - Tbilisi, 20 de novembre de 1980) fou un futbolista georgià de la dècada de 1950.
Fou 3 cops internacional amb la selecció de la Unió Soviètica.
Pel que fa a clubs, defensà els colors de FC Dinamo Sukhumi i FC Dinamo Tbilisi.